# Murs i portals de Santpedor
Els Murs i portals de Santpedor és una obra del municipi de Santpedor (Bages) declarada bé cultural d'interès nacional.

## Descripció
Es tracta d'una vila reial fortificada, és ben visible el recinte, abans clos. Es conserven tres portals de la tercera muralla construïda a Santpedor, datada al segle xiv, tot i que han patit modificacions produïdes pels habitatges de la part superior i per la seva adaptació al trànsit rodat.
Portal de Sant Francesc
Anomenat de Sant Francesc perquè antigament portava a l'ermita homònima. Portal format per un arc de mig punt adovellat (tapat en la part superior pel balcó de l'habitatge), amb dues espitlleres estretes i allargades situades a banda i banda. El parament de la part baixa és fet de carreus majoritàriament rectangulars disposats en filades horitzontals, mentre que la part superior està arrebossada.
Portal de Berga
Era un dels portals més importants de la vila, i per tant, era un dels més imponents. D'aquí sortia el camí ral de Berga i el Berguedà. A l'exterior està format per un gran arc de mig punt adovellat, amb dues espitlleres estretes i allargades situades a banda i banda. A l'interior és d'arc apuntat.
Portal de les Verges
D'aquí sortia el camí que portava a l'església de Santa Úrsula i les onze mil verges, situada on actualment hi ha l'Escola Riu d'Or. Format per un arc de mig punt adovellat a l'exterior i un arc rebaixat a l'interior, amb dues espitlleres a banda i banda. El parament de la part baixa és fet de blocs de pedra rectangulars disposats en filades horitzontals, mentre que sobre les dovelles aquest és petit e irregular, del segle xviii. La part superior del portal està ocupada per un habitatge.

## Història
L'any 1927 el rei concedí la facultat d'engrandir les cases que estiguessin adossades al mur utilitzant el terreny de mur necessari. La vila creixia i es feia necessària la construcció d'una nova muralla amb els seus portals i barreres. Les obres començaren el 1369 i en una relació escrita de 1396 hi ha esment del "portal de Berga", de "lo portal apellat de les Verjes", el "portal de Vich", "el portal den Niseta", el "portal tancat i el "portal de Sant Francesc".